# Енио Тардини
„Енио Тардини“ (на италиански: Stadio Ennio Tardini) e футболен стадион в италианския град Парма. На него играе мачовете си едноименният местен отбор. Капацитетът му е 23 045 души

## История
Стадионът е построен през 1922 – 23 г. и е кръстен на Енио Тардини, президент на Парма от периода на първите големи успеха на клуба. Преди да започне строителството ръководството на клуба обявява национален конкурс за най-добър проект, който е спечелен от Еторе Леони. Проектът му наподобява други германски и френски стадиони. Церемонията по откриването на арената е на 16 септември 1923 г.
По капацитет „Енио Тардини“ е на второ място в областта Емилия-Романя и на 19 място сред всички стадиони в страната. Освен това той е и шестия най-стар стадион в страната. Собственост е на община Парма.
Между 1990 и 1993 г. стадионът е в реконструкция, която възлиза на 477 000 лири. В началото на 2012 г. има опасност „Парма“ да загуби правото си да приема мачове на стадиона поради откриване на редица технически нарушения, но успява да избегне това след своевременното им отстраняване. Освен футбол на стадионът се използва и от ръгби отборът на града.
Италианският национален отбор по футбол е изиграл шест мача в Парма от 1994 г. насам, като е спечелил пет от тях. На 21 декември 2012 г. стадион Енио Тардини е избран като неутрален терен за мача от Серия А между Каляри и Ювентус (1:3).